# 义合站
义合站位于广东省河源市东源县义合镇，是京九铁路的一座火车站，等级为四等站，距北京西站2151公里，距常平站164公里，本站及相邻上下行区间均為电气化區段。车站建于1996年，现只办理货运，不办理客运业务。

## 邻近车站
1. ↑  GB/T 10302-2010：中华人民共和国铁路车站代码（代替GB/T 10302-1988）．2010年9月2日公布，2010年12月1日实施．中华人民共和国国家质量监督检验检疫总局、中国国家标准化管理委员会: 44．